# Ecuador (cântec de Sash!)
Ecuador este un cântec produs de DJ-ul german și de echipa de producție discografică Sash!, în colaborarea cu DJ-ul german Rodriguez. Cântecul a devenit un hit internațional, ajungând pe primul loc în Flandra, România și Scoția, precum și în topurile dance americane și canadiene. A ajuns în top 20 în mai mult de zece alte țări din întreaga lume.

## Recepție
Daily Record a complimentat "Ecuador" ca fiind un "hit dance inteligent" și un "număr antrenant". Daisy & Havoc de la Music Week's RM i-au acordat o notă de trei din cinci, adăugând că este "mai ușor de ascultat în opinia noastră decât mega succesul "Encore".

## Videoclip muzical
Videoclipul care însoțește piesa Ecuador a fost regizat de Oliver Sommer, care a mai regizat videoclipurile pentru Encore une fois și Stay, și a fost filmat în Lanzarote și Tenerife, Spania. Acesta prezintă modele feminine care apar ca niște creaturi asemănătoare păsărilor într-un peisaj deșertic.

## Lista pieselor
| - UK CD1 1. "Ecuador" (original radio edit) – 3:31 2. "Ecuador" (Eat Me Edit – Bruce Wayne mix) – 3:57 3. "Ecuador" (K-Klass Klub mix) – 8:14 4. "Ecuador" (Bruce Wayne mix) – 5:48 5. "Ecuador" (Future Breeze mix) – 5:24 6. "Ecuador" (original 12-inch mix) – 5:23 7. "Ecuador" (Poweblast dub) – 7:30 | - UK CD2 1. "Ecuador" (original radio edit) – 3:31 2. "Ecuador" (Klubbheads mix) – 6:31 3. "Encore une fois" (ACD mix) – 6:13 4. "Ecuador" (PowerPlant "Inject This" mix) – 7:21 |

## Clasamente

### Clasamente săptămânale
| Clasamente (1997)                  | Poziție |
| ---------------------------------- | ------- |
| Australia (ARIA)                   | 52      |
| Austria                            | 16      |
| Flandra                            | 1       |
| Valonia                            | 2       |
| Flanders Dance                     | 4       |
| Canadadance                        | 1       |
| Denmark (IFPI)                     | 3       |
| Europa (Eurochart Hot 100)         | 3       |
| Finlanda                           | 3       |
| Franța                             | 12      |
| Germania                           | 7       |
| Islanda (Íslenski Listinn Topp 40) | 12      |
| Irlanda                            | 4       |
| Dutch40                            | 8       |
| Dutch100                           | 8       |
| New Zealand                        | 40      |
| Norvegia                           | 4       |
| România (Romanian Top 100)         | 1       |
| Scoția                             | 1       |
| Suedia                             | 4       |
| Switzerland                        | 8       |
| UK                                 | 2       |
| US Dance Club Play (Billboard)     | 1       |

### Clasamente la sfârșit de an
| Clasamente (1997)                 | Poziție |
| --------------------------------- | ------- |
| Belgium (Ultratop 50 Flanders)    | 5       |
| Belgium (Ultratop 50 Wallonia)    | 12      |
| Canada Dance/Urban (RPM)          | 2       |
| Europe (Eurochart Hot 100)        | 29      |
| France (SNEP)                     | 56      |
| Germany (Official German Charts)  | 50      |
| Netherlands (Dutch Top 40)        | 45      |
| Netherlands (Single Top 100)      | 50      |
| Romania (Romanian Top 100)        | 10      |
| Sweden (Sverigetopplistan)        | 36      |
| Switzerland (Schweizer Hitparade) | 45      |
| UK Singles (OCC)                  | 27      |
| UK Club Chart (Music Week)        | 75      |

## Certificări
| Regiune | Certificări | Vânzări  |
| --- | ----------- | -------- |
| Belgia (BEA) | Gold        | 25.000*  |
| Danemarca (IFPI Denmark) Sash | Gold        | 5.000^   |
| Danemarca (IFPI Denmark) Sash vs. Olly James | Gold        | 5.000^   |
| Franța (SNEP) | Gold        | 250.000* |
| Suedia (GLF) | Gold        | 15.000x  |
| Regatul Unit (BPI) Digital sales since 2007 | Platinum    | 600.000^ |
| Regatul Unit (BPI) Physical sales | Gold        | 400.000^ |
| *cifrele de vânzări sunt bazate pe un singur certificat ^cifrele cargo sunt bazate pe un singur certificat xcifrele nespecificate sunt bazate pe un singur certificat |             |          |

## Cover-uri și sample-uri
Pe 15 martie 2013, ItaloBrothers lansează single-ul This Is Nightlife, care folosește multe părți, inclusiv melodia, din "Ecuador". Pe 28 aprilie 2023, în colaborare cu DJ-ul și producătorul olandezo-marocan R3hab și cântăreața română Inna împreună cu DJ-ul german care au lansat single-ul Rock My Body. Single-ul interpolează puternic piesa "Ecuador".